# С новым годом, мамы!
«С новым годом, мамы!» — российская мелодраматическая комедия 2012 года, является продолжением фильма «Мамы». Как и предыдущий фильм, который являлся альманахом из 8 новелл, этот состоит из 5 новелл. Фильм вышел на экран 27 декабря 2012 года. В одной из новелл в предпоследний раз сыграл французский актёр Ален Делон.

## Сюжет
Фильм состоит из пяти разных историй, главной темой которых является любовь к матери. Все события происходят накануне Нового года.

## В ролях
- Новелла «Война мам»

| Актёр                  | Роль           |
| ---------------------- | -------------- |
| Екатерина Вилкова      | Маша           |
| Светлана Иванова       | Лена           |
| Луиза-Габриэла Бровина | Полина         |
| Евгения Каверау        | Лиза           |
| Максим Виторган        | муж Маши       |
| Константин Крюков      | муж Лены       |
| Валентина Рубцова      | помощница Маши |

- Новелла «Виолончелист»

| Актёр                | Роль                                       |
| -------------------- | ------------------------------------------ |
| Татьяна Васильева    | Светлана Петровна, мама                    |
| Виктор Васильев      | Иван, стриптизёр, сын Светланы Петровны    |
| Агния Дитковските    | Вика                                       |
| Гарик Харламов       | Гоша                                       |
| Станислав Садальский | Пётр Ильич Александров, музыкальный критик |

- Новелла «Дочки-матери»[3]

| Актёр             | Роль                |
| ----------------- | ------------------- |
| Екатерина Климова | Виктория            |
| Ольга Сутулова    | Галина              |
| Ксения Попович    | Соня                |
| Раиса Рязанова    | бабушка с вокзала   |
| Алексей Гришин    | директор автосалона |

- Новелла «Увидеть Париж и…»

| Актёр          | Роль                                            |
| -------------- | ----------------------------------------------- |
| Павел Воля     | сын                                             |
| Ирина Розанова | Вера Евгеньевна, мама, учительница французского |
| Ален Делон     | камео                                           |
| Карэн Бадалов  | врач                                            |

- Новелла «Счастливые числа»[4]

| Актёр              | Роль                  |
| ------------------ | --------------------- |
| Елизавета Боярская | Ксения                |
| Максим Матвеев     | Женя                  |
| Роман Зенчук       | Паша                  |
| Анна Банщикова     | Марина, сестра Ксении |

## Съёмочная группа
- Авторы сценария: Сарик Андреасян, Ольга Антонова, Тигран Бакумян, Леонид Марголин, Александр Маркин, Эмиль Никогосян
- Режиссёры-постановщики: Артём Аксёненко, Сарик Андреасян, Антон Борматов, Дмитрий Грачёв, Клим Поплавский
- Генеральные продюсеры: Сарик Андреасян, Гевонд Андреасян, Георгий Малков, Владимир Поляков, Валерий Саарян

## Съёмки
Съёмки фильма начались 26 апреля 2012 года.

## Отзывы и оценки
Фильм получил нейтральные отзывы в российской прессе со средней оценкой 6,1— 5,8 из 10. 
Большинство изданий, в том числе Афиша Mail.ru, авторский проект Алекса Экслера, TramVision, оценили фильм как средний или проходной. 
Положительно о фильме отозвались авторы порталов «Новости кино» и «Кино-Театр», отрицательно — автор портала The Village. О фильме писали: «достаточно среднее во всех смыслах слова и малобюджетное российское новогоднее киношоу», «прекрасно просчитанный российский праздничный блокбастер с безобидными похабными шуточками», «за счёт актёрской игры кино получилось даже неплохим».